# معاون اول رئیس‌جمهور ایالات فدرال میکرونزی
معاون اول رئیس‌جمهور ایالات فدرال میکرونزی پس از رئیس‌جمهور ایالات فدرال میکرونزی قدرتمندترین فرد در کشور ایالات فدرال میکرونزی است. معاون اول رئیس‌جمهور ایالات فدرال میکرونزی عضو کنگره ایالات فدرال میکرونزی است.
الگو:سیاست در ایالات فدرال میکرونزی

## فهرست
فهرست سِمَت‌داران معاون اول رئیس‌جمهور ایالات فدرال میکرونزی: 
| شماره | نام (تاریخ تولد–تاریخ مرگ) | نگاره | آغاز به کار | پایان کار     | حزب سیاسی        |
| ----- | -------------------------- | ----- | ----------- | ------------- | ---------------- |
| ۱     | پترس تون (۱۹۹۹-۱۹۳۶)       |       | ۱۱ مه ۱۹۷۹  | ۱۹۸۳          | فعال سیاسی مستقل |
| ۲     | بیلی اولتر (۱۹۹۹-۱۹۳۲)     |       | ۱۹۸۳        | ۱۱ مه ۱۹۸۷    | فعال سیاسی مستقل |
| ۳     | هیروشی اسماعیل (۲۰۰۸-۱۹۳۶) |       | ۱۱ مه ۱۹۸۷  | ۱۱ مه ۱۹۹۱    | فعال سیاسی مستقل |
| ۴     | جاکوب ننا (۱۹۴۱-)          |       | ۱۱ مه ۱۹۹۱  | ۸ نوامبر ۱۹۹۶ | فعال سیاسی مستقل |
| ۵     | لئو فالکام (۲۰۱۸-۱۹۳۵)     |       | ۸ مه ۱۹۹۷   | ۱۱ مه ۱۹۹۹    | فعال سیاسی مستقل |
| ۶     | ردلی کیلیون (۱۹۵۱-)        |       | ۱۱ مه ۱۹۹۹  | ۱۱ مه ۲۰۰۷    | فعال سیاسی مستقل |
| ۷     | آلیک آلیک (۱۹۵۳-)          |       | ۱۱ مه ۲۰۰۷  | ۱۱ مه ۲۰۱۵    | فعال سیاسی مستقل |
| ۸     | یوسیوو جورج (۱۹۴۱-)        |       | ۱۱ مه ۲۰۱۵  | تا کنون       | فعال سیاسی مستقل |